# Engelberga van Parma
Engelberga van Parma (ca. 835 — 896/901) was vermoedelijk een dochter van Adelchis I van Parma, en daarmee dan kleindochter van Suppo I van Spoleto. Zij was gehuwd met keizer Lodewijk II van Italië. Engelberga had grote invloed op haar man en zij en haar familieleden ontvingen grote schenkingen van Lodewijk, wat tot tegenstand onder de adel leidde. Engelberga heeft zich voortdurend bijzonder druk gemaakt om de bevestiging van haar bezittingen en de bescherming daarvan. Tijdgenoten zagen hierin vooral hebzucht. Vermoedelijk zag Engelberga dit echter als haar weduweverzekering, omdat zij geen zoons had, lag er voor haar namelijk geen beschermde positie als koningin-moeder in het verschiet.
Er is een theorie dat Lodewijk en Engelberga helemaal niet zijn getrouwd. Dan zou Engelberga de minnares van Lodewijk zijn geweest die met het verstrijken van de jaren feitelijk de positie van koningin kreeg. Dit verklaart mede de weerstand van de adel tegen haar persoon en de twaalf schenkingen (ongebruikelijk veel) die pas vanaf tien jaar na het begin van hun relatie plaatsvinden (en niet al bij het huwelijk, wat gebruikelijk was). Ook verklaart het waarom Engelberga geen enkele maal zelf is gekroond en pas in 861 als echtgenote van de koning wordt betiteld.
Engelberga vervulde herhaaldelijk de rol van bemiddelaar tussen Lodewijk, haar zwager Lotharius II en de paus. In 868 werd ze lekenabdis van San Salvatore in Brescia. In 871 nam ze de regering waar terwijl Lodewijk op veldtocht was in Zuid-Italië. Haar aanmatigende optreden in die rol zou later dat jaar mede aanleiding zijn geweest tot de gevangenneming van Lodewijk en haarzelf door haar neef Adelchis van Benevento. In 872 probeerden enkele edelen om Engelberga door een andere vrouw te vervangen, zodat Lodewijk nog mannelijke kinderen zou kunnen krijgen. In reactie daarop begon Engelberga onderhandelingen met Lodewijk de Duitser die er uiteindelijk toe zouden leiden dat Lodewijk Karloman van Beieren (zoon van Lodewijk de Duitser) als opvolger aanwees. In 873 nam Engelberga de regering in Zuid-Italië waar namens Lodewijk.
Na de dood van Lodewijk koos de Italiaanse adel Karel de Kale als koning. Die benoemde Boso V van Arles tot gouverneur van Italië. Boso ontvoerde Engelberga en haar dochter Ermengarde, en trouwde met Ermengarde. In 879 steunde ze Boso toen die zichzelf uitriep tot koning van Provence. Daarop werd ze door Karel de Dikke naar Zwaben verbannen. In 882 werd Boso verslagen en kreeg Engelberga haar persoonlijke bezittingen in Italië terug, waar ze ging wonen. In 896 stichtte ze het klooster van San Sisto in Piacenza en werd daar abdis.
Engelberga en Lodewijk hadden twee dochters:
- Gisela (dochter van Engelberga), (ca. 850 – voor 28 april 868), in 861 benoemd tot abdis van San Salvatore te Brescia
- Ermengarde, gehuwd met Boso van Provence.